# United Nations Mission in Kosovo

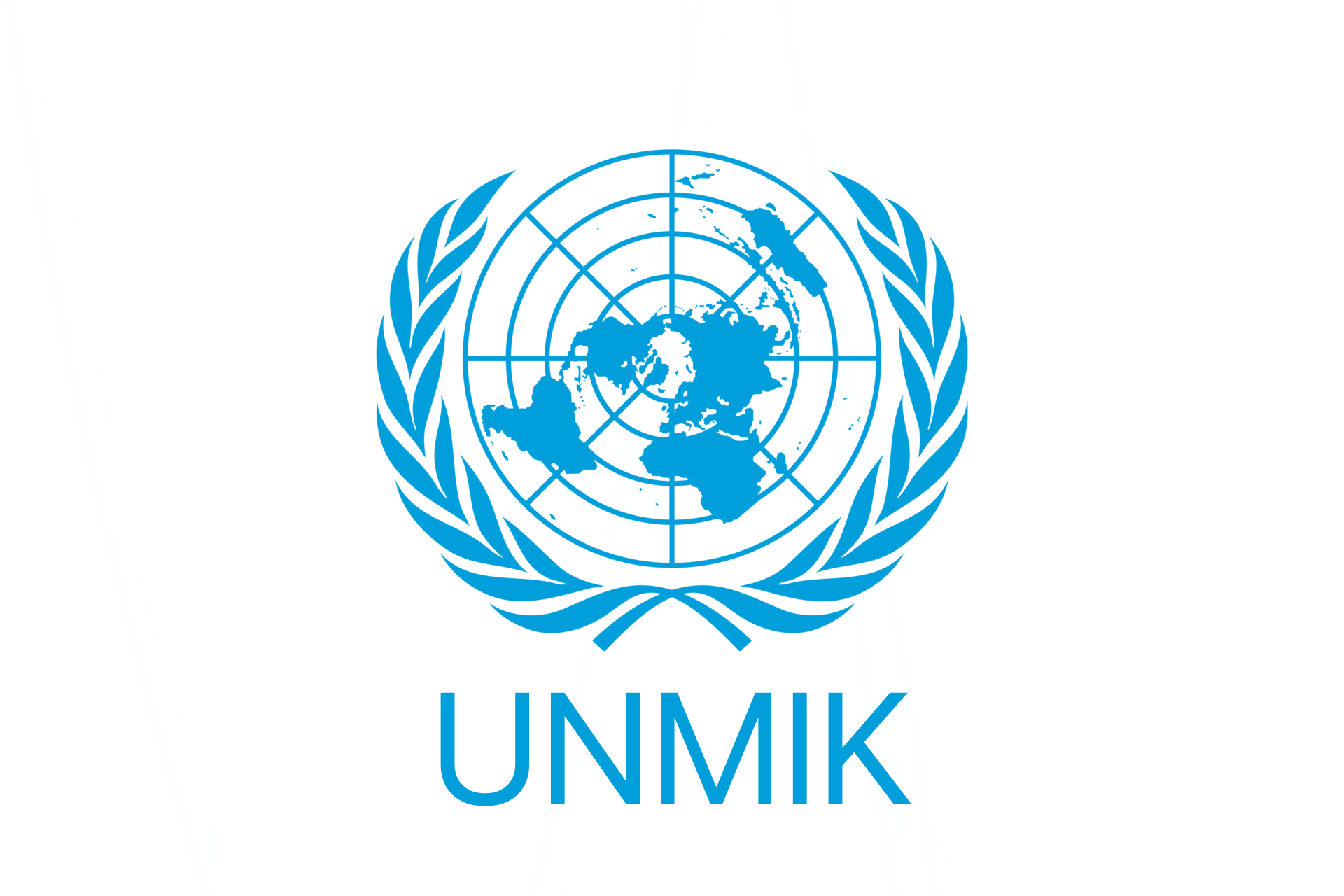
UNMIK:s emblem.

United Nations Mission in Kosovo (egentligen United Nations Interim Administration Mission in Kosovo), förkortat UNMIK, är FN:s civila administration i Kosovo. UNMIK instiftades 10 juni 1999 genom FN:s säkerhetsråds resolution nummer 1244.

## Chefer för UNMIK
| Ansvarig               | Land        | År               |
| ---------------------- | ----------- | ---------------- |
| Sérgio Vieira de Mello | Brazil      | juni–juli 1999   |
| Bernard Kouchner       | France      | juli 1999–2001   |
| Hans Hækkerup          | Denmark     | 2001–2002        |
| Michael Steiner        | Tyskland    | 2002–2003        |
| Harri Holkeri          | Finland     | 2003–2004        |
| Søren Jessen-Petersen  | Denmark     | 2004–2006        |
| Joachim Rücker         | Tyskland    | 2006–2008        |
| Lamberto Zannier       | Italien     | 2008–2011        |
| Farid Zarif            | Afghanistan | 2011–2015        |
| Zahir Tanin            | Afghanistan | 19 augusti 2015– |